# Hermann Richard Hansen
Hermann Richard Hansen (* 26. November 1886 in Glücksburg (bei Flensburg); † 13. März 1927 in Flensburg) war ein deutscher Marinesoldat und Musiker, der Ludwig van Beethovens 9. Sinfonie erstmals 1918 in Japan aufgeführt hat.

## Berufliche Entwicklung
In Glücksburg geboren, zog Hermann Richard Hansen mit seiner Familie 1888 in die benachbarte Stadt Flensburg. Hier verbrachte er seine Schulzeit und da er schon in der Schulzeit großes Interesse für Musik zeigte, absolvierte er ab 1901 in Stettin zusätzlich eine Ausbildung als Militärmusiker. Nach einer dreijährigen Ausbildungszeit kehrte er 1904 nach Flensburg zurück. Der dort 1901/02 eingerichtete Marinestützpunkt Flensburg-Mürwik war im Übrigen damals noch nicht weitgehend ausgebaut. Noch im selben Jahr begann Hermann Richard Hansen eine Matrosenlaufbahn bei der kaiserlichen Marine in Kiel (70 Kilometer südöstlich von Flensburg). Nach einem Unfall mit längerer Genesungszeit kehrte er 1907 zwischenzeitlich zu seinen Eltern nach Flensburg zurück. Im September des Jahres wurde er wieder in den Marinedienst eingegliedert und 1909 nach Tsingtau versetzt. Dort wurde er ab Ende des Jahres in der Matrosen-Artillerie Einheit von Kiautschou verwendet.
Mit der Mobilmachung zu Beginn des Ersten Weltkrieges wurde Obermaat Hermann Richard Hansen der 3. Kompanie der Matrosen-Artillerie-Abteilung von Kiautschou (MAK) zugeteilt. Ohne in die direkten Kämpfe, wegen der mehrfachen Übermacht der japanischen Streitkräfte, verwickelt gewesen zu sein, kam er am 21. November 1914 in japanische Kriegsgefangenschaft. Zuerst war er im Lager Osaka und ab Dezember 1914 im Gefangenenlager Tokeshina. Bereits in dieser Zeit bemühte er sich, seine musischen Interessen nutzbringend einzusetzen. Er half mit, ein Orchester und einen Chor aus den Mitgefangenen zusammenzustellen, und wurde der Leiter des MAK-Orchesters. Am Ostersonntag 1915 gab er sein erstes Konzert, zu dieser Zeit noch im kleineren Kreis. Zwei Jahre später wechselte er in das Kriegsgefangenenlager Bandō und setzte hier unter wesentlich offeneren Bedingungen sein Wirken fort. Mit ihm zusammen fanden sich weitere Mitgefangene, die Musikunterricht gaben, so unter anderem auch der deutsche Jurist Karl Vogt (1878–1960). Ihre Schüler waren in dem etwas freieren Lager in Bando auch Japaner, die auf diesem Weg das Musizieren erlernten.

### Ludwig van Beethoven in Japan
Am 1. Juni 1918 war es dann so weit, das Orchester und der Chor führten unter dem Dirigat von Hermann Richard Hansen erstmals auf japanischen Boden Ludwig van Beethovens (1770–1827) 9. Sinfonie auf. Vor allem mit der „Ode an die Freude“ hinterließ Hansen einen recht tiefen und bleibenden Eindruck in Japan. In kürzester Zeit wurde der Text ins Japanische übersetzt und fand auf Grund seiner emotionalen Wirkung eine schnelle Verbreitung. Von der Kleinstadt Naruto auf der Insel Shikoku ausgehend, wo diese Erstaufführung stattfand, wurde dieses Ereignis schnell in ganz Japan bekannt und „Freude schöner Götterfunken“ erlangte dadurch nahezu den Stellenwert einer zweiten Nationalhymne für Japan.

### Rückkehr nach Deutschland
Ein Jahr später begann die Auflösung der Gefangenenlager und Hermann Richard Hansen trat zur Gewährleistung seiner Teilnahme an der Schleswiger Volksabstimmung über den zukünftigen Verbleib des Landesteils bereits vorzeitig am 26. August 1919 seine Heimreise an. Fast zeitgleich mit seiner Entlassung aus der Marine, die sich eh bereits in der Auflösung befand, erhielt er im Februar 1920 eine Anstellung bei der Stadt Flensburg. Zwei Monate später heiratete er Klara Emma Maria Petersen (1897–1966). Noch im September des gleichen Jahres wurde er in Flensburg zum Stadtsekretär ernannt. Aber in seiner Freizeit ließ er auch die Musik nicht ruhen. Er beteiligte sich an den Aktivitäten des örtlichen Gesangklubs „Phönix“ und übernahm in dieser Zeit vor allem organisatorische und leitende Aufgaben. Im März 1921 wurde er als Büroassistent vereidigt und im Mai 1925 wurde er Dirigent von „Phönix“.
Im Alter von nur 40 Jahren verstarb Hermann Richard Hansen am 13. März 1927 in Flensburg.

### Nachwirken
Über das Leben der deutschen Kriegsgefangenen im japanischen Lager Brando wurde 2006 ein deutsch-japanischer Film gedreht. Sein japanischer Titel hieß „Baruto no gakuen“, was auf Deutsch so viel wie das „Paradies der Bärte“ bedeutet. In diesem Film spielten Hansen und sein Orchester mit dem Chor eine wichtige Rolle. Mit dieser Überschrift ging der Film in die Kinos, weil fast alle der deutschen Soldaten, was für das japanische Militär sehr ungewöhnlich wirkte, Bärte trugen. Das an sich war schon ein Bruch gewohnter Traditionen. Dieser Film wurde vor allem wegen seiner emotionalen Wirkung und seiner Musikeinspielungen ein Kassenschlager für die Kinos in Japan.
Zur Bewahrung des Gedächtnisses an das Gefangenenlager Bando hatte die Kleinstadt Naruto ein Museum, das „Deutsche Haus“, eingerichtet, das an das Lager und seine Insassen erinnern soll. In diesem Museum befindet sich in einem Raum eine kleine nachgestaltete Bühne, auf der einige „Marionetten-Soldaten“ unter der Leitung von Hermann Richard Hansen die „Ode an die Freude“ spielen und damit diesen Tag des 1. Juni 1918 mit Augen und Ohren nacherleben können. Somit erfahren die Besucher des Museums, wann, wo und durch wen die 9. Sinfonie von Beethoven das erste Mal in Japan aufgeführt wurde.
Aus Anlass des 100. Jahrestages der erstmaligen Aufführung von Beethovens 9. Sinfonie in Japan durch das Orchester von Hermann Richard Hansen fand in der Stadt Naruto 2018 ein Festakt mit der erneuten Aufführung der Sinfonie mit der „Ode an die Freude“ statt.

## Familie
Die Eltern von Hermann Richard Hansen waren Hans Emil Hansen (1858–1920) und dessen Ehefrau Regina, geborene Maritza (* 1860). Er selbst heiratete 1920 Klara Emma Maria Petersen (1897–1966). Die Ehe blieb kinderlos.